# 张师载 (清朝)
张师载（1696年—1764年），字又渠，号愚斋，河南开封府仪封县（今河南兰考县东）人，清朝政治人物。礼部尚书张伯行的儿子。

## 生平
康熙五十六年（1717年）丁酉科举人。以父亲的恩荫授户部员外郎。历任江苏按察使、安徽巡抚、漕运总督，乾隆年间官至东河总督，他熟悉河务，屡赴南河，协办防务。少时读父亲著作，研究性理之学。乾隆二十九年（1764年）去世，赠太子太保，谥愨敬。著有《改过斋文集》、《读书日钞》等。